# Emanuele Calaiò
Emanuele Calaiò est un footballeur italien né le 8 janvier 1982 à Palerme en Sicile, évoluant au poste d'attaquant à l'US Salernitana.
Il est surtout connu pour être l'un des principaux acteurs de la remontée du SSC Napoli de la Serie C à la Serie A de 2005 à 2007.

## Biographie

### Carrière
Palermitain d'origine, il fera ses débuts footballistiques au Panormus, le club de son quartier, mais c'est pourtant dans le club piémontais du Torino FC qu'Emanuele Calaiò partira en centre de formation et fera ses débuts chez les pro. Au départ second attaquant, il sera progressivement replacé en pointe et effectuera son premier match en Serie A
contre la Reggina le 6 janvier 2000 où il marquera son premier but seulement 3 minutes après son entrée. Il fera ensuite quelque 20 apparitions avant d'être prêté.
Calaiò s'en ira pour le Ternana Calcio en 2002, puis rejoindra le FC Messine après quelques matchs. En janvier 2003, il sera à nouveau prêté au Pescara Calcio.
C'est à Pescara qu'il commencera véritablement à faire parler de lui après le rachat à Turin du joueur par le club. Il sera partisan de la remontée en Serie B du club en 2003.
En janvier 2005, après les difficultés du SSC Napoli ruiné et rétrogradé en Serie C (rebatisé alors Napoli Soccer), Calaiò signera pour 4 millions d'euros dans le club napolitain où il marquera 6 buts lors de sa première saison puis 18 lors de la deuxième (meilleur buteur du championnat) où le club remontera en Serie B. L'année suivante, Naples remontera en première division et Emanuele marquera 14 buts en championnat.
Avec de plus en plus de concurrence après les arrivées d'Ezequiel Lavezzi et de Marcelo Zalayeta à Naples, Emanuele rejoindra l'AC Sienne le 1er juillet 2008 pour 2,3 millions d'euros.

### Soupçons de corruption
Soupçonné d'avoir envoyé des messages suspects à certains de ses anciens coéquipiers avant le match de Serie B contre La Spezia le 18 mai 2018, il est condamné à deux ans de suspension et 20.000 euros d'amende par la Fédération italienne. La peine est finalement ramenée à une suspension jusqu'à fin 2018.

### Vie privée
La femme de Calaiò, nommée Federica, n'est autre que la sœur de Nicola Mora. Mora et Calaiò jouaient ensemble à Torino pendant la saison 2000-01 et à Naples pendant la saison 2004-05.

## Palmarès

### Club
- Torino Football Club :
  - Championnat d'Italie de 2e division (1) : 2000-01
- SSC Napoli :
  - Championnat d'Italie de 3e division (1) : 2005-06

### Individuel
- meilleur buteur du championnat de Serie C : 2004-05 (18 buts)